# Aglossorrhyncha micronesiaca
Aglossorrhyncha micronesiaca är en orkidéart som beskrevs av Rudolf Schlechter. Aglossorrhyncha micronesiaca ingår i släktet Aglossorrhyncha och familjen orkidéer. Inga underarter finns listade i Catalogue of Life.